# 尼古拉·卡拉姆津
尼古拉·米哈伊洛维奇·卡拉姆津（羅馬化：Nikolay Mikhaylovich Karamzin；1766年12月12日 [儒略曆1日] —1826年6月3日 [儒略曆5月22日]），俄国作家、诗人、历史学家和文学评论家，其《可怜的丽莎》等作品开创了俄国感伤主义文学的潮流，他在历史学上的代表作是十二卷的《俄罗斯国家史》。

## 生平与创作
卡拉姆津出生于奥伦堡的米哈伊尔洛夫卡，父亲是俄国军队的一名军官。他在父亲的农场长大，接受了基础的家庭教育。十四岁时被送到莫斯科的寄宿学校，在著名教育家约翰·马西阿斯·斯查登（Johann Matthias Schaden）教导下成长。1783年在父亲的催促下，卡拉姆津到了圣彼得堡，加入圣彼得堡近卫军，但不久父亲去世，他回到辛比尔斯克隐居，借机离开了军队。
不久，莫斯科共济会的代表人物I.P.屠格涅夫发现了卡拉姆津，把他带到莫斯科，介绍进莫斯科共济会和文学圈子。之后的四年间，他在共济会会员的帮助下受到了进一步教育，和诗人伊万·德米特耶夫（Ivan Dmitriev）结成好友，在德米特耶夫的影响下，卡拉姆津开始把外国文学翻译成俄文。1789年起他用了十六个月远游了德国、瑞士、法国、英国等欧洲国家，在柯尼斯堡拜访过伊曼努尔·康德，在法国时经历了法国大革命
1791年至1792年间，他主持俄国的第一本文学期刊《莫斯科杂志》的编辑出版工作，在月刊上发表了他的旅行札记《一个俄国旅行者的书简》，这部作品受到了英国小说家劳伦斯·斯特恩的《感伤旅行》的影响，将西欧的风土人情展现在俄国读者面前，获得了巨大的成功。1792年他在期刊上发表了名作《可怜的丽莎》，描写了贵族青年埃斯特拉和农家姑娘丽莎互相倾心，但埃斯特拉好赌破产，最终抛弃丽莎，和一个富有寡妇结婚，丽莎最终投水自尽的故事。这一故事情节动人，文字清新，一下子就获得了读者的欢迎。卡拉姆津通过自己的创作和刊物的宣传，将流行于西欧的感伤主义风格引入了俄罗斯文学，对当时占统治地位的古典主义形成了挑战。
法国大革命如火如荼地进行，俄国国内的政治局面也不稳定。1794年卡拉姆津放弃了杂志事务，出版了两卷本的《阿格萊亞月刊》，收录了《伯恩霍尔姆岛》和《伊利亚·穆罗默》等短篇小说，后者讲述了著名俄国英雄的传奇。1796年，他创作了《可怜的丽莎》的姐妹篇《尤丽雅》，在这篇小说里，卡拉姆津注重了抒情性与哲理性的结合。1797-1799年他和杰尔查文、德米特耶夫一起编撰了另一部诗歌集《昂尼德詩集》。1798年他编撰了《万神殿》，将古典和现代作家的作品翻译成俄语，有些小篇幅的作品他则收入了《我的琐事》，集子用词高雅，情节流畅，更倾向于法国小说的风格，而非传统的斯拉夫风格的长句。
1802-1803年间，卡拉姆津还主办了政治性文学刊物《欧洲通报》，在这一杂志上，他发表过自己的文学作品和政论文章，阐述了自己的美学纲领，即文学应当有助于培养国民的道德精神和爱国主义精神。随后他发现自己的健康开始衰退，他决定开始十二卷的《俄罗斯国家史》的创作，为了完成这一著作，他在辛比尔斯克退隐了两年。
亚历山大一世发现了卡拉姆津在隐居撰写历史，他邀请卡拉姆津到特维尔，授予他两千卢布的年金，卡拉姆津成了沙皇的宫廷历史作家。卡拉姆津是俄罗斯帝国反波兰政策的强烈拥护者，主张不应该有任何形式和名字的波兰存在。1811年卡拉姆津将自己的回忆录《古老和现代的俄罗斯》呈给亚历山大一世，表达他反对沙皇进行改革的态度。1816年卡拉姆津回到圣彼得堡，享受着亚历山大的庇护。但他最终未能完成自己的作品，《俄罗斯国家史》止于第11卷的1613年米哈伊尔·罗曼诺夫登基。

## 延伸阅读
- Anderson, Roger B. N.M. Karamzin's Prose: The Teller and the Tale. Houston: Cordovan Press, 1974.
- Black, J.L. Nicholas Karamzin and Russian Society in the Nineteenth Century: A Study in Russian Political and Historical Thought. Toronto: University of Toronto Press, 1975 (hardcover, ISBN 0-8020-5335-1).
- Cross, A.G. N.M. Karamzin: A Study of His Literary Career, 1783–1803. Carbondale, IL: Southern Illinois University Press, 1971 (ISBN 0-8093-0452-X).
- Essays on Karamzin: Russian Man-of-Letters, Political Thinker, Historian, 1766–1826 (Slavistic Printings and Reprintings; 309). Edited by J.L. Black. The Hague; Paris: Mouton, 1975.
- Grudzinska Gross, Irena. "The Tangled Tradition: Custine, Herberstein, Karamzin, and the Critique of Russia", Slavic Review, Vol. 50, No. 4. (Winter, 1991), pp. 989–998.
- [Karamzin, N.M.] Selected Prose of N.M. Karamzin. Trans. and Intr. by Henry M. Nebel, Jr. Evanston, IL: Northwestern University Press, 1969.
- Nebel, Henry M., Jr. N.M. Karamzin: A Russian Sentimentalist. The Hague: Mouton & Co., 1967.
- Pipes, Richard. Karamzin's Memoir on Ancient and Modern Russia: A Translation and Analysis (Russian Research Center Studies; 33). Cambridge, MA: Harvard University Press, 1959.
- Fraanje, Maarten. Nikolai Karamzin and Christian Heinrich Spiess: "Poor Liza" in the Context of the Eighteenth-Century German Suicide Story. Study Group on Eighteenth-Century Russia Newsletter Volume 27 (1999).